# Општина Одранци
Општина Одранци (словен. Odranci) је једна од општина Помурске регије у држави Словенији. Седиште општине и једино њено насеље је Одранци.

## Природне одлике
Рељеф: Општина Одранци налази се у североисточном делу Словеније. Општина се простире у југозападном делу равничарске и пољопривредне области Прекомурје.
Клима: У општини влада умерено континентална клима.
Воде: На подручју општине нема значајних водотока, а сви мали водтоци су у сливу реке Муре.

## Становништво
Општина Одранци је веома густо насељена.

## Насеља општине
- Одранци